# Johann Friedrich von Bardenfleth
Johann Friedrich von Bardenfleth, dänisch: Johan Frederik Bardenfleth (* 7. Oktober 1740; † 27. Januar 1811), war ein dänischer General.

## Leben

### Herkunft
Johann Friedrich war Angehöriger des bremisch-dänischen Adelsgeschlechts Bardenfleth. Seine Eltern waren der dänische Oberst und Ritter des Dannebrogordens Johann Friedrich von Bardenfleth (1695–1771) und Anna Elisabeth Lasson (1715–1772).

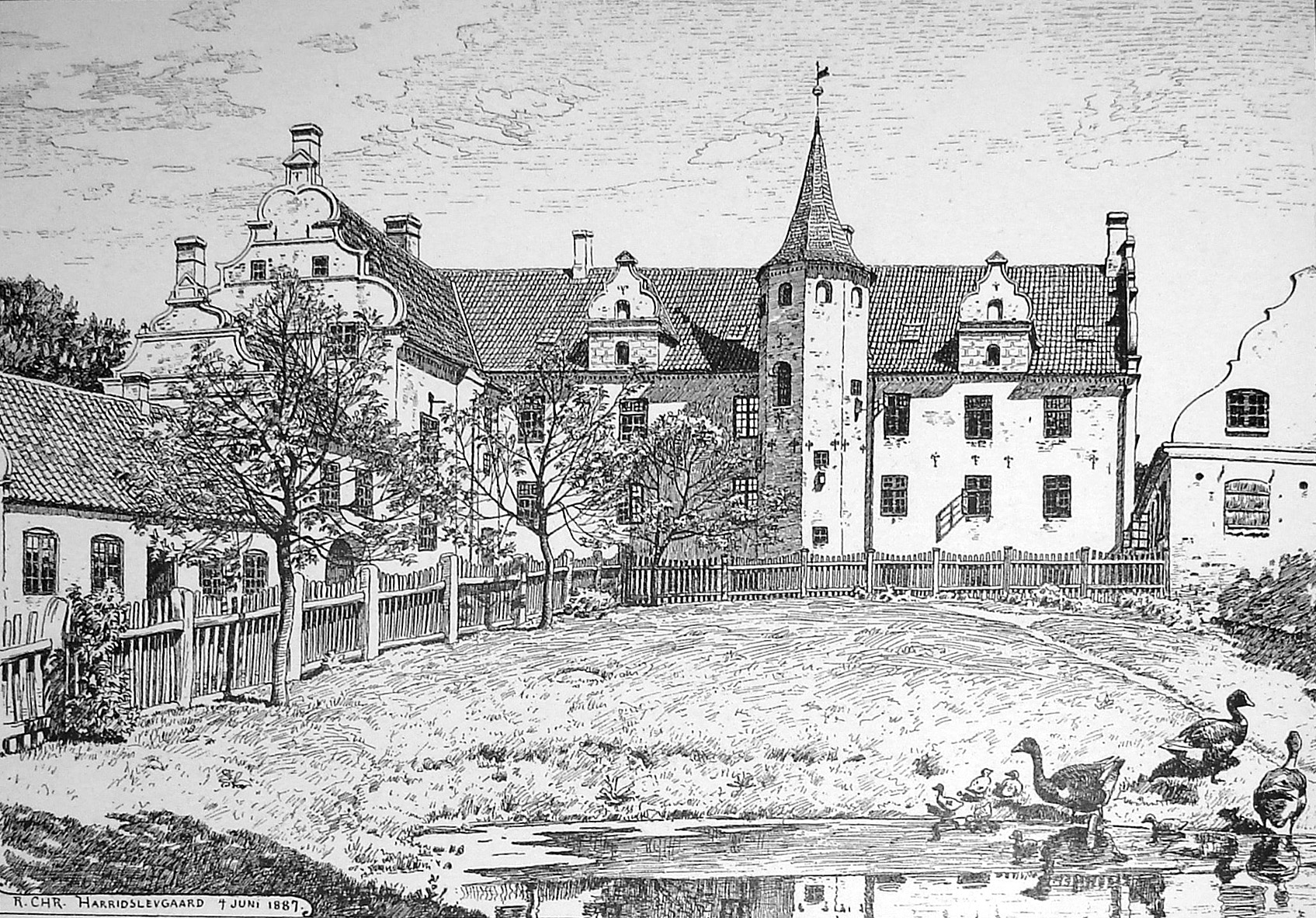
Harritslevgård (1887)

### Laufbahn
Bardenfleth trat im Alter von 11 Jahren als Kadett ins väterliche Regiment ein. Bereits mit 19 Jahren war er Rittmeister und wurde 1765 Seconde-Major. Er wechselte dann zunächst zum Jütland-Kürassierregiment sowie noch einmal zum Sealand-Reiterregiment. Er erhielt 1779 sein Beförderung zum Oberstleutnant und 1784 die zum Oberst. Am 11. Dezember 1789 wurde er Chef des Kavallerie-Regiments Baudissin.
Bardenfleth avancierte ebenfalls 1789 zum Generalmajor ggf. später noch zum Generalleutnant und war unter Carl von Hessen kommandierender General in Nørrejylland.
1808 wurde er in den Dannebrogorden aufgenommen.
Er war wie Vater und Sohn Herr auf Harritslevgård.

### Familie
Bardenfleth vermählte sich in erster Ehe 1771 mit Sophie Magdalena von Løvenørn (1741–1786), sowie in zweiter Ehe 1787 mit Ingeborg Dorothea von Løvenørn (1744–1814), beides Töchter des dänischen Konferenzrats Friedrich von Løvenørn und der Friederike Sophie von Holsten. Er hinterließ mehrere Kinder, darunter:
- Johann Friedrich von Bardenfleth (1772–1833), dänischer Konteradmiral und Generalgouverneur in Westindien ⚭ Auguste Wilhelmine von Hellfried (1775–1861)
- Carl von Bardenfleth (1781–1855), dänischer Generalleutnant und Kommandant von Rendsburg ⚭ Elisabeth Charlotte von Schmidten (1786–1865)
- Friedrich von Bardenfleth (1781–1852), dänischer Generalleutnant ⚭ Sophie von Ewald (1792–1829)